# バールソン郡 (テキサス州)
バールソン郡（バールソンぐん、英: Burleson County）は、アメリカ合衆国テキサス州の中央部東に位置する郡である。2010年国勢調査での人口は17,187人であり、2000年の16,470人から4.4%増加した。郡庁所在地はコールドウェル市（人口4,104人）であり、同郡で人口最大の都市でもある。郡名はテキサス革命の将軍かつ政治家だったエドワード・バールソンに因んで名付けられた。
バールソン郡はブライアン・カレッジステーション大都市圏に属している。

## 歴史
1975年から1995年まで、郡政委員会を主宰するバールソン郡判事は、ウッズ・アレン・ケイパートン（1920年-2009年）とマーク・ステグリッチ・ケイパートン（1946年生）の親子が務めた。息子のマークが1975年から1983年まで郡判事を務め、その後を父のウッズが継いだ。マークは郡検察官も務め、ウッズはアメリカ合衆国土壌保全局の元代理人でもあり、コールドウェル独立教育学区の委員を17年間、バールソン病院地区の委員も務めた。ウッズが委員を務めている間に新しい高校と病院が開設された。ウッズはまた、ブラゾス・バレー開発委員会とブラゾス・バレー精神衛生精神遅滞センターの議長も務めた。コールドウェル・カブスカウトを設立し、コールドウェル・リトルリーグ発展の推進者だった。もう一人の息子であるケント・ケイパートンは1981年から1991年までテキサス州上院議員を務めた。ブライアンの出身であるケントは、オースティンのロビーストかつ弁護士だった。

## 地理
アメリカ合衆国国勢調査局に拠れば、郡域全面積は678平方マイル (1,756.0 km2)であり、このうち陸地666平方マイル (1,724.9 km2)、水域は12平方マイル (31.1 km2)で水域率は1.81%である。

### 主要高規格道路
- テキサス州道21号線
- テキサス州道36号線

### 隣接する郡
- ロバートソン郡 - 北
- ブラゾス郡 - 北東
- ワシントン郡 - 南東
- リー郡 - 南西
- ミラム郡 - 北西

## 人口動態

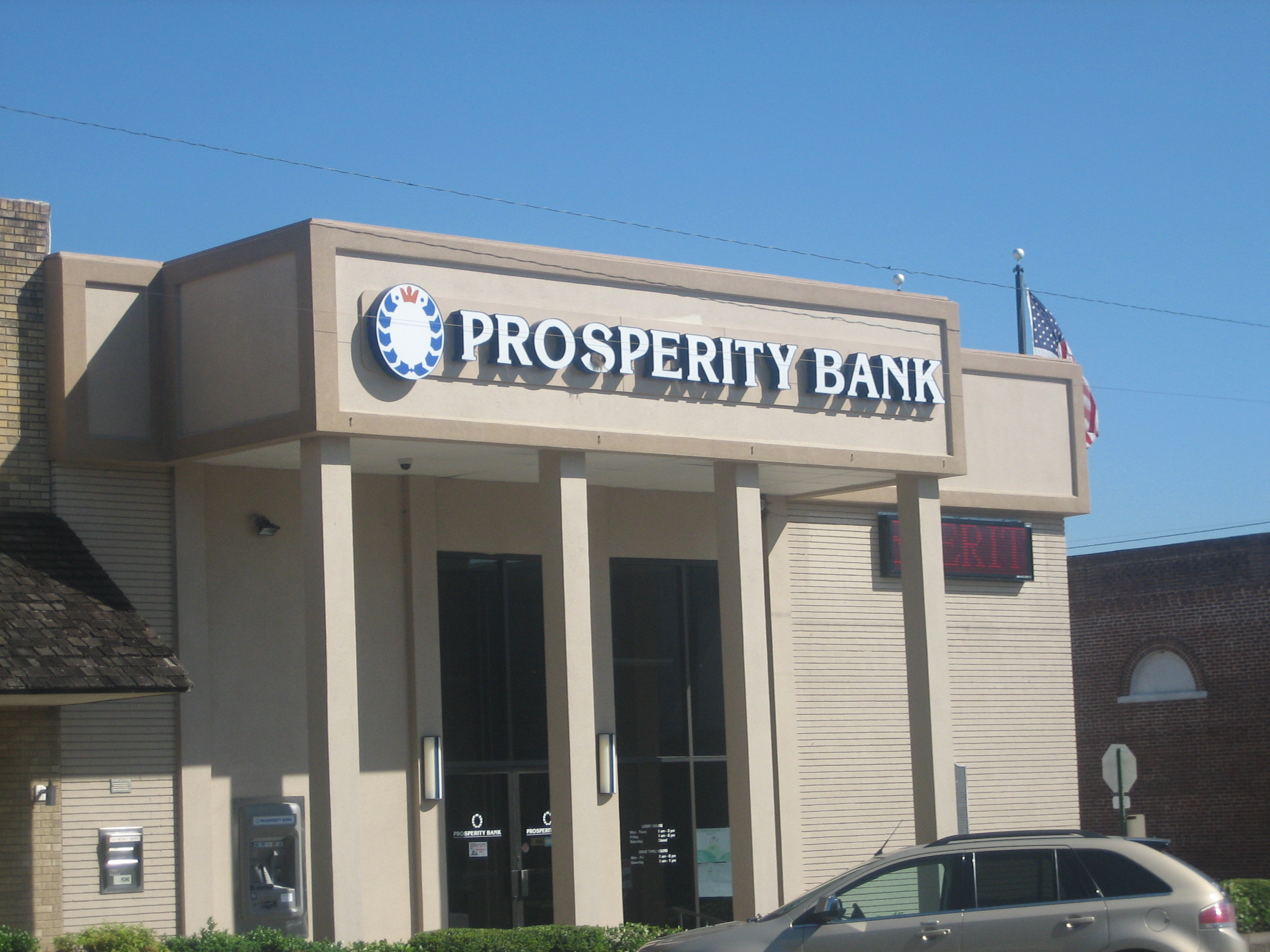
コールドウェル市のバールソン郡庁舎の通り向かいにあるプロスペリティ銀行

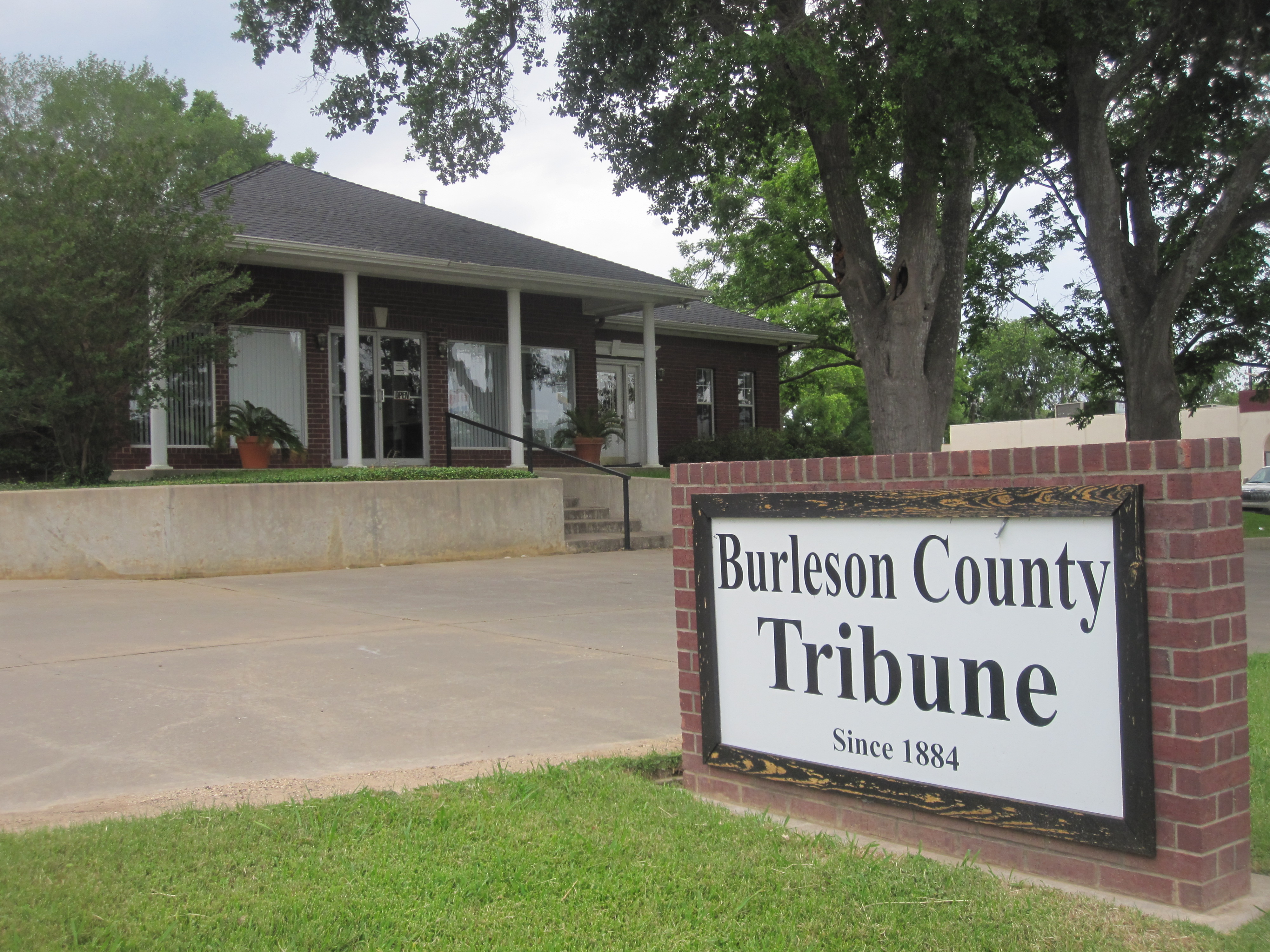
コールドウェル市にある「バールソン郡トリビューン」新聞社、1884年創刊

以下は2000年の国勢調査による人口統計データである。
| 基礎データ - 人口: 16,470人 - 世帯数: 6,3639 世帯 - 家族数: 4,574 家族 - 人口密度: 10人/km2（25人/mi2） - 住居数: 8,197軒 - 住居密度: 5軒/km2（12軒/mi2） 人種別人口構成 - 白人: 74.07% - アフリカン・アメリカン: 15.06% - ネイティブ・アメリカン: 0.50% - アジア人: 0.17% - 太平洋諸島系: 0.02% - その他の人種: 8.25% - 混血: 1.92% - ヒスパニック・ラテン系: 14.64% 先祖による構成 - ドイツ系：18.8% - アメリカ人：11.3% - チェコ系：10.7% - アイルランド系：6.2% 年齢別人口構成 - 18歳未満: 26.9% - 18-24歳: 8.0% - 25-44歳: 25.8% - 45-64歳: 23.2% - 65歳以上: 16.1% - 年齢の中央値: 38歳 - 性比（女性100人あたり男性の人口） - 総人口: 94.7 - 18歳以上: 91.5 | 世帯と家族（対世帯数） - 18歳未満の子供がいる: 31.9% - 結婚・同居している夫婦: 56.4% - 未婚・離婚・死別女性が世帯主: 11.4% - 非家族世帯: 28.1% - 単身世帯: 24.9% - 65歳以上の老人1人暮らし: 12.4% - 平均構成人数 - 世帯: 2.57人 - 家族: 3.08人 収入と家計 - 収入の中央値 - 世帯: 33,026米ドル - 家族: 39,385米ドル - 性別 - 男性: 28,795米ドル - 女性: 20,146米ドル - 人口1人あたり収入: 16,616米ドル - 貧困線以下 - 対人口: 17.2% - 対家族数: 13.2% - 18歳未満: 22.9% - 65歳以上: 14.3% |

## 都市と町
- コールドウェル - 郡庁所在地
- スヌーク
- サマービル

### 未編入の町
| - バーチ - クリースマン - クレイ - クックスポイント - ダビッドソン - ディーンビル | - フレンスタット - グッドウィル - ガス - ハーモニー - ヒックス - ホッグ | - ライアンズ - マール - リタ - スコフィールド - チュニス - ウィルコックス |